# Seymour Parker Gilbert

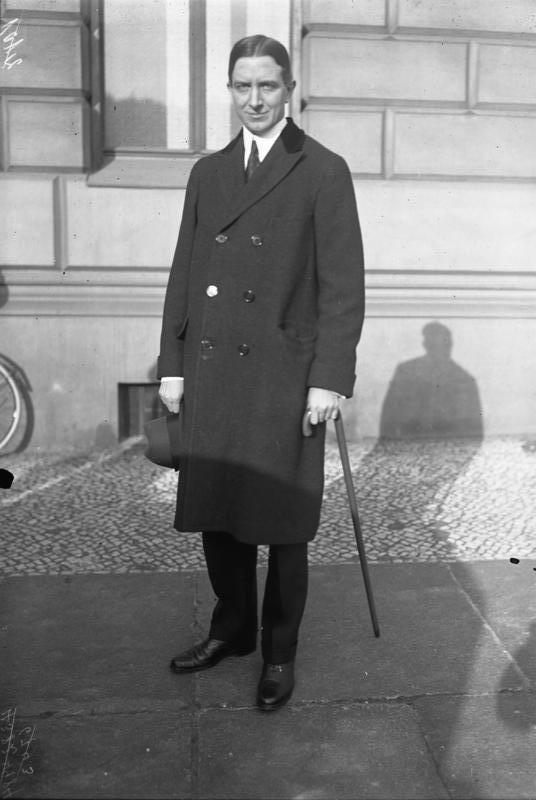
Seymour Parker Gilbert, 1931

Seymour Parker Gilbert (* 13. Oktober 1892 in Bloomfield, New Jersey; † 23. Februar 1938 in New York) war ein US-amerikanischer Anwalt, Banker, Politiker und Diplomat. Bekanntheit erlangte er als Verantwortlicher für die deutschen Reparationszahlungen, ein Amt, das er von Oktober 1924 bis Mai 1930 ausübte.

## Leben
Seymour Parker Gilbert wurde am Rutgers College ausgebildet und erlangte 1915 einen LL.B.-Abschluss an der Harvard Law School. Anschließend trat er in die New Yorker Kanzlei Cravath & Henderson ein. Von 1918 bis 1920 war er als Berater für Kriegskredite im Finanzministerium der Vereinigten Staaten tätig. Im Alter von 27 Jahren wurde ihm ein Kabinettsposten in der Regierung Wilson angeboten: Als Nachfolger von Russell Cornell Leffingwell wurde er assistierender Staatssekretär für Steuerangelegenheiten im Finanzministerium (Assistant Secretary of the Treasury). Unter Wilsons Nachfolger Warren G. Harding war er von 1921 bis 1923 stellvertretender Finanzminister (Under Secretary of the Treasury).
Gilbert war Berater der Regierung unter drei US-Präsidenten. Die New York Times beschrieb ihn als „den herausragenden brillanten jungen Mann in Regierungsdiensten“. Gilbert sei bekannt dafür gewesen, halbe Nächte durch zu arbeiten und bekam dafür in Washingtoner Kreisen den Beinamen „The Thinking Machine“ (Die Denkmaschine).

### Generalagent für Reparationszahlungen
Im Vertragswerk des Dawes-Planes von 1924 war ein Transferkomitee und an dessen Spitze der Generalagent für Reparationszahlungen vorgesehen. Von der Reparationskommission wurde Parker Gilbert zum Reparationsagenten ernannt. Sein Amtssitz war Berlin und als Generalagent für Reparationszahlungen verfügte er über ein Reichsbankkonto, auf das die Reparationszahlungen in Reichsmark abzuführen waren.
Der von November 1923 bis März 1930 amtierende Reichsbankpräsident Hjalmar Schacht war strikt gegen Investitionen aus öffentlicher Verschuldung und stimmte in diesem Punkt mit Gilbert völlig überein: Ab 1926 beanstandete der Reparationsagent Parker Gilbert die mangelnde Sparsamkeit der öffentlichen Haushalte regelmäßig und regte Haushalts- und Ausgabenkürzungen an.
Am 10. März 1927 klagte Reichskanzler Wilhelm Marx gegenüber Gilbert, dass er besorgt feststelle, „daß die wirtschaftliche Lage Deutschlands im Auslande viel zu günstig angesehen und deshalb die Leistungsfähigkeit Deutschlands bedeutend überschätzt würde. Die Reichsregierung sei noch immer nicht in der Lage, allen Wünschen, die aus den verschiedenen notleidenden Bevölkerungskreisen an sie herangetragen würden, in wünschenswertem Maße zu entsprechen.“ Auch Stresemann äußerte im Herbst 1927 in diesem Zusammenhang außenpolitische Bedenken.

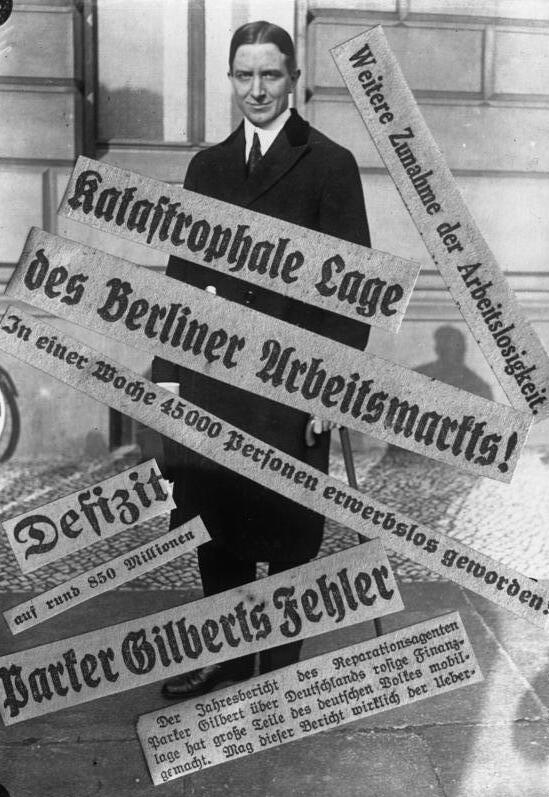
Vermutlich Bildmontage aus der Tagespresse

Am 20. Oktober 1927 mahnte Gilbert erneut und mit Nachdruck zu sparsamer Ausgabenpolitik (wiederum von Schacht unterstützt). Als am 6. November 1927 die Mahnung des Reparationsagenten (inkl. Rechtfertigung der Regierung) veröffentlicht wurde, schloss sich der Reichsverband der Deutschen Industrie den Forderungen zu staatlicher Sparsamkeit an und setzte die Regierung hinsichtlich der Ausgabenpolitik zusätzlich unter massiven Druck. Die Risiken des Transferschutzes, die im Dawes-Plan enthalten waren, waren Parker Gilbert zu hoch (von FED-Präsident Benjamin Strong war Gilbert bereits vor einer deutschen Kreditkrise gewarnt) und so setzte er sich ab Dezember 1927 dann für eine Revision des Dawes-Planes ein. Wichtige Eckpunkte des zu erneuernden Reparationsplanes (Young-Plan) arbeitete er bereits  vor Zusammentreten der Kommissionen aus. Im Hintergrund unterstützte Parker Gilbert die Durchsetzung (relevanter Bedingungen gegenüber dem an den Verhandlungen teilnehmenden Reichsbankpräsidenten Hjalmar Schacht) des Young-Plans weiterhin.
Für den rechten Rand des bürgerlichen Lagers war Gilbert die Verkörperung des Unrechts gegen das Nachkriegsdeutschland. Sie sahen in ihm ein Instrument der Versailler Verträge und des Auslands, das das Deutsche Reich wegen des verlorenen Weltkriegs „bluten“ lassen wollte. In einer als „Kaiserkrönung“ deklarierten Massenveranstaltung am 27. Januar 1928, dem Geburtstag des ehemaligen Kaisers, verhöhnte der spätere Gauleiter von Brandenburg Wilhelm Kube den für die Einhaltung der Reparationszahlungen zuständigen Gilbert, indem er ihn in seiner hetzerischen Rede zum eigentlichen Kaiser Deutschlands erklärte. Die New York Times berichtete einen Tag später auf ihrer Titelseite darüber.

### Leitung von JPMorgan
Mit der Annahme des Young-Plans und der Schaffung der Bank für Internationalen Zahlungsausgleich 1930 wurde Gilberts Posten im Deutschen Reich abgeschafft. Gilbert kehrte mit mehreren Auszeichnungen europäischer Regierungen in die USA zurück und stieg 1931 als Partner in die Geschäftsführung des Bankhauses JPMorgan ein. In zahlreichen Fachartikeln kritisierte er das amerikanische Kredit- und Steuersystem, unter anderem als „das schlechteste der Welt“. Seymour Parker Gilbert starb im Alter von 45 Jahren nach einem Herzleiden an einem Herzinfarkt. Er hinterließ eine Frau und drei Kinder. Der älteste Sohn Seymour Parker Gilbert III. war in den 1980er Jahren Geschäftsführer bei Morgan Stanley. Unter seiner Leitung (bis 1990) erlebte dieser Finanzkonzern den größten Aufschwung seiner Geschichte.